# 기타 사문서에 관한 죄
기타 사문서에 관한 죄(其他私文書－罪)는 ( 행사할 목적으로 타인의 자격을 모용하여 권리·의무 또는 사실증명에 관한 문서 또는 도화를 작성하는 죄. 5년 이하의 징역 또는 1천만원 이하의 벌금에 처한다(232조). ( 의사·한의사·치과의사 또는 조산사가 허위의 진단서·검안서 또는 생사에 관한 증명서를 작성하는 죄. 3년 이하의 징역이나 금고, 7년 이하의 자격정지 또는 3,000만원 이하의 벌금에 처한다(233조). ( 위조·변조 또는 작성한 타인의 문서·도화, 허위의 진단서·검안서 또는 생사에 관한 증명서를 행사하는 죄. 위조·변조 또는 작성의 각죄에 정한 형에 처한다(234조). ( 권리·의무 또는 사실증명에 관한 타인의 문서 또는 도화를 부정행사하는 죄. 1년 이하의 징역이나 금고 또는 300만원 이하의 벌금에 처한다(236조).

## 같이 보기
- 대한민국 형법상 범죄 목록